# (4801) Ohře
(4801) Ohře – planetoida z pasa głównego asteroid okrążająca Słońce w ciągu 4,3 lat w średniej odległości 2,64 j.a. Odkrył ją Antonín Mrkos 22 października 1989 roku w Obserwatorium Kleť. Nazwa planetoidy pochodzi od rzeki Ohrzy płynącej przez Niemcy i Czechy.